# 柿本人麻呂

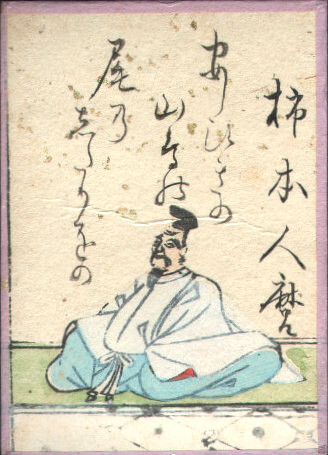
柿本人麻呂像（出自《百人一首》）

柿本人麻呂（或作柿本人麿，約660年－710年）是一位日本飛鳥時代之歌人。他是《萬葉集》中最大的歌人，由於執著地捕捉白的色彩，因而有「白的诗人」之稱號。他與奈良時代歌人山部赤人並稱「歌聖」，同時也是三十六歌仙之一。自平安時代以降多以「人丸」表記之。

## 歌風

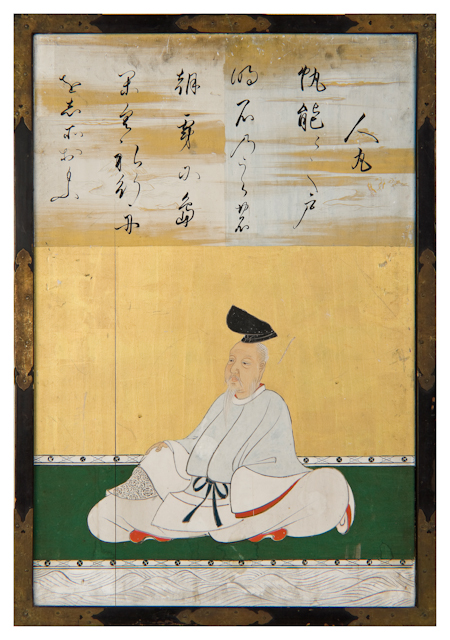
柿本人麻呂（狩野探幽《三十六歌仙額》）

號稱《萬葉集》第一之歌人，收錄長歌19首、短歌75首。使用枕詞、序詞、押韻等的高格調歌風。

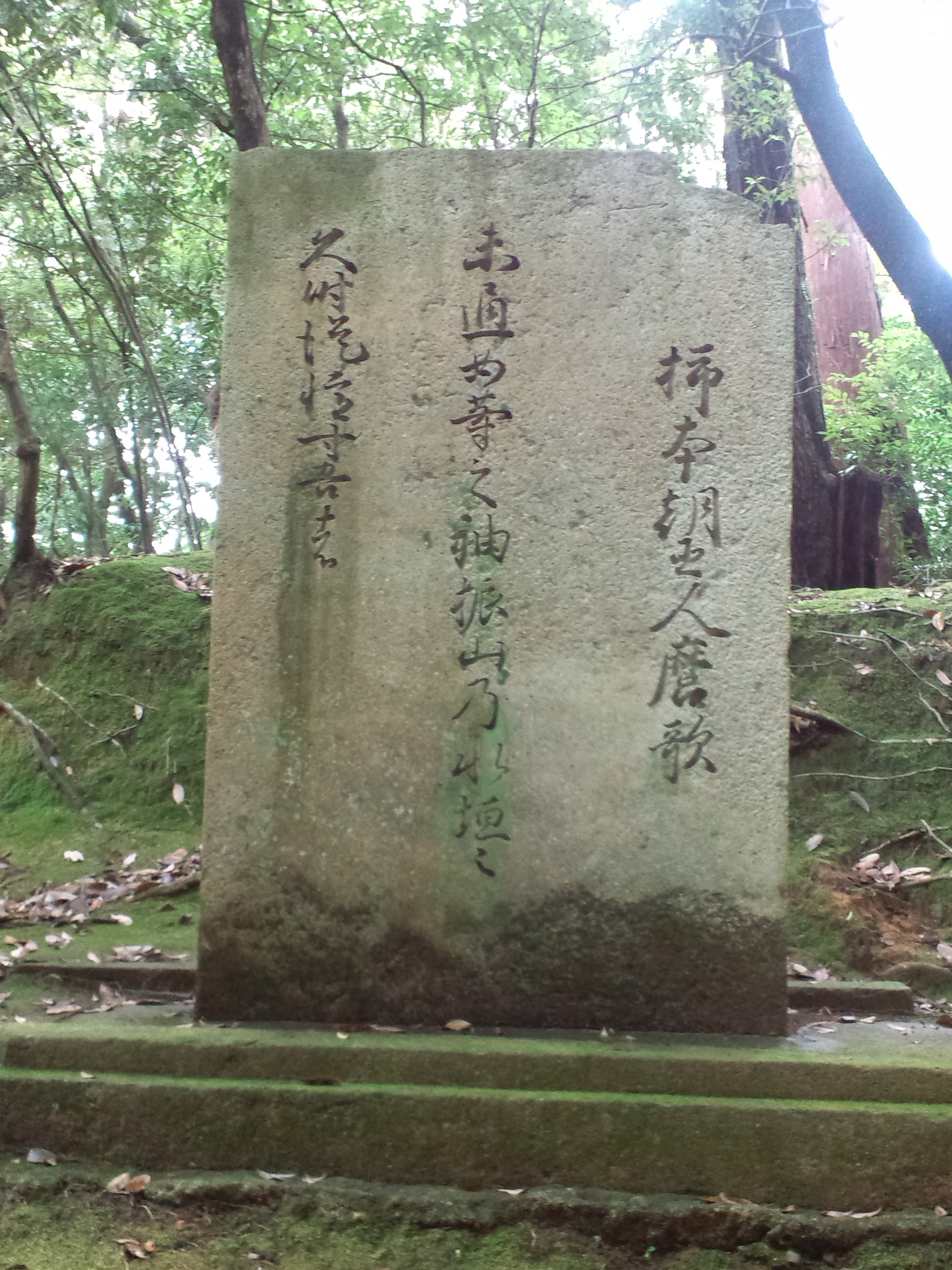
柿本人麻呂歌碑（奈良縣天理市石上神宮）
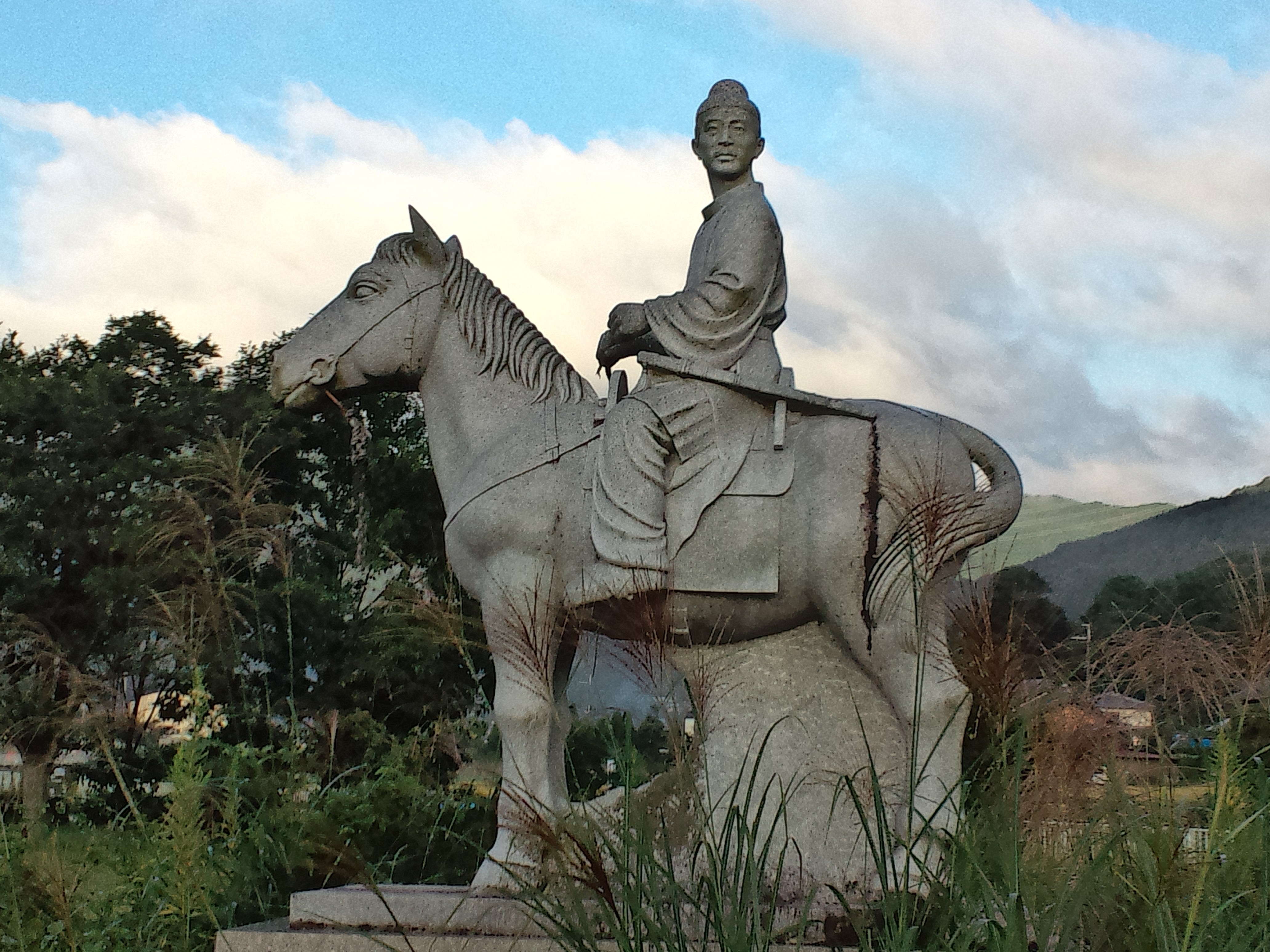
柿本人麻呂像（奈良縣宇陀市阿騎野・人麻呂公園）

## 外部連結
- 柿本人麿 （页面存档备份，存于） （日語）
- （日語）
- 今昔秀歌百撰 （页面存档备份，存于）- 研究者網站 （日語）